# کامپست
کامپست (انگلیسی: CAMPOST) شرکت پست کامرونی است، که در سال ۲۰۰۴ تأسیس شد.